# بنية تحتية
البنية التحتية هي الهياكل التنظمية اللازمة لتشغيل المجتمع أو المشروع أو الخدمات والمرافق اللازمة لكي يعمل الاقتصاد. ويمكن تعريفها بصفة عامة على أنها مجموعة من العناصر الهيكلية المترابطة التي توفر إطار عمل يدعم الهيكل الكلي للتطوير. وهي تمثل مصطلحًا هامًا للحكم على تنمية الدولة أو المنطقة.
وهذا المصطلح يشير في الغالب إلى الهياكل الفنية التي تدعم المجتمع، مثل الطرق والجسور وموارد المياه والصرف الصحي والشبكات الكهربائية والاتصالات عن بعد وما إلى ذلك، ويمكن أن يُعَرَّف على أنه «المكونات المادية للأنظمة المترابطة التي توفر السلع والخدمات الضرورية اللازمة لتمكين أو استدامة أو تحسين ظروف الحياة المجتمعية.»
وعند النظر إليها من الناحية الوظيفية، فإن البنية التحتية تسهل إنتاج البضائع والخدمات، بالإضافة إلى توزيع المنتجات المنتهية في الأسواق، بالإضافة إلى الخدمات الاجتماعية الأساسية، مثل المدارس والمستشفيات، فعلى سبيل المثال، تتيح الطرق القدرة على نقل المواد الخام إلى المصانع. وفي اللغة العسكرية، فإن هذا المصطلح يشير إلى المباني والمنشآت الدائمة اللازمة لدعم القوات العسكرية وإعادة انتشارها وتشغيلها.
ولتبسيط الأمر، فإن البنية التحتية هي أي شيء يلزم للحياة اليومية، أي كل شيء يستخدم بشكل يومي، وتؤدي البنية التحتية دورًا هامًا في المجتمع، إذ أنها -في حال وجدت وبصورة جيدة- تعمل على تسهيل دوران العملية الاجتماعية.

## تاريخ المصطلح

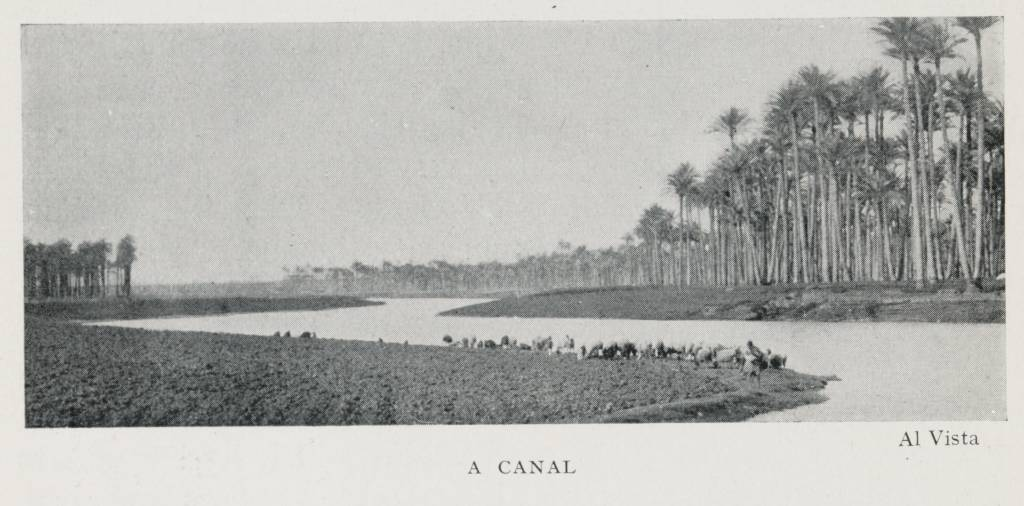
قناة ري في ريف مصر سنة 1906م

وفقًا لقاموس علم أصول الكلام على الإنترنت، اُسْتُخْدِم مصطلح البنية التحتية بالإنجليزية (infrastructure) منذ عام 1927 على الأقل، وكان هذا المصطلح في الأصل يعني «المنشآت التي تشكل أساس أي عمليات أو أنظمة».
وهناك مصادر أخرى، مثل قاموس أوكسفورد الإنجليزي ترجع أصول الكلمة إلى استخداماتها الأولى، والتي كانت تسري في البداية على الجانب العسكري. وقد أُخِّذَت تلك الكلمة من اللغة الفرنسية، حيث كانت تعني الأرضية الطبيعية، والتي تعني المواد الأصلية الطبيعية الموجودة تحت الأرضية أو السكك الحديدية التي تُنْشَأ. والكلمة مكونة من كلمتين، الأولى هي بادئة باللغة اللاتينية وهي "infra"، والتي تعني «تحت»، وكلمة "structure". وقد ذاع صيت الاستخدام العسكري لهذا المصطلح في الولايات المتحدة بعد تكوين حلف الناتو في الأربعينيات من القرن العشرين، و تُبُنِّيَتْ حينها من خلال المخططون العمرانيون بمعنى الحضارة المعاصرة لهذا المصطلح مع حلول عام 1970.
وقد انتشر هذا المصطلح في الولايات المتحدة انتشار النار في الهشيم في الثمانينيات من القرن العشرين، بعد نشر كتاب أمريكا في الأطلال، الذي أثار نقاشًا حول السياسة العامة «لأزمة البنية التحتية» في الدولة، المزعوم أن سببها نجم عن عقود من الاستثمارات غير الكافية والصيانة غير الجيدة للأشغال العامة. وقد ساهم النقاش حول تلك الأزمة في زيادة إدارة أصول البنية التحتية والتخطيط للصيانة في الولايات المتحدة.

## تصنيفات
تبنت لجنة تابعة لمجلس الأبحاث الوطنية في الولايات المتحدة لعام 1987 مصطلح «البنية التحتية للأشغال العامة» إشارة إلى:
«... كل من الأوضاع الوظيفية المحددة - الطرق السريعة، الشوارع، الطرق، الجسور؛ النقل العام؛ المطارات والطرق الجوية؛ إمداد المياه والموارد المائية؛ إدارة مياه الصرف؛ معالجة النفايات الصلبة والتخلص منها؛ توليد الطاقة الكهربائية ونقلها؛ الاتصال عن بعد؛ إدارة النفايات الخطيرة – والنظام الذي تكونه هذه العناصر مجتمعة. لا يغطي فهم البنية التحتية منشآت الأشغال العامة هذه وحسب، بل أيضًا إجراءات التشغيل، وممارسات الإدارة، وسياسات التنمية التي تتفاعل معًا مع الطلب الاجتماعي والعالم الفيزيائي لتسهيل نقل الأشخاص والبضائع، والرقابة على المياه للشرب وعدة استخدامات أخرى، والتخلص الآمن من النفايات التي ينتجها المجتمع، والرقابة على الطاقة حيث تحتاج، ونقل المعلومات ضمن المجتمعات وبينها.
تنشر الجمعية الأمريكية للمهندسين المدنيين «بطاقة تقرير بنية تحتية» تمثل رأي المنظمة بشأن وضع بنى تحتية مختلفة كل 2-4 سنوات. في 2017 يصنفون 16 صنفًا، وهي الطيران، والجسور، والسدود، ومياه الشرب، والطاقة، والنفايات الخطرة، والممرات المائية الداخلية، والحواجز المائية، والحدائق والمنتزهات، والموانئ، والسكك، والطرق، والمدارس، والنفايات الصلبة، والنقل العام، ومياه الصرف. تلقت الولايات المتحدة درجة «د+» لبنيتها التحتية. هذه البنية التحتية المتهالكة نتيجة الإهمال الحكومي والتمويل غير الكافي. مع تطلع الولايات المتحدة -على ما يفترض- لتطوير بنيتها التحتية الحالية، يمكن أن تكون الإجراءات المستدامة من الاعتبارات المدروسة في خطط التصميم والبناء والتشغيل.

### الشخصية
لتجسيد البنية التحتية الشخصية يمكن اعتبارها رأس مال بشري. تعرف الموسوعة البريطانية رأس المال البشري بأنه: «الموارد الجمعية غير الملموسة التي يمتلكها الأفراد والمجموعات في مجموع سكاني ما». هدف البنية التحتية الشخصية تحديد جودة قيم الوكلاء الاقتصاديين. ينتج عن هذا ثلاث مهمات أساسية: مهمة الوسطاء الاقتصاديين في العملية الاقتصادية (المعلمون، العمال غير المهرة والمؤهلون، إلخ.)؛ وأهمية البنية التحتية الشخصية للفرد (استهلاك التعليم على المدى القصير والطويل)؛ والصلة الاجتماعية للبنية التحتية الشخصية. بشكل أساسي، تحدد البنية التحتية الشخصية أثر الإنسان على البنية التحتية إذ تتعلق بالاقتصاد والنمو الفردي والأثر الاجتماعي.

### المؤسسية
تتفرع البنية التحتية المؤسسية من مصطلح «التكوين الاقتصادي». وفقًا لجيانبييرو توريسي، فإن البنية التحتية المؤسسية من أغراض السياسة الاقتصادية والقانونية. تتألف من ناظم النمو وناظم المجموعات. وتشير إلى درجة المعاملة العادلة للبيانات الاقتصادية المتساوية وتحدد الإطار الذي يمكن فيه للوكلاء الاقتصاديين أن يصوغوا خططهم الاقتصادية ويؤدوها بالتعاون مع الآخرين.

### المستدامة
تشير البنية التحتية المستدامة إلى عمليات التصميم والبناء التي تأخذ بعين الاعتبار آثارها البيئية والاقتصادية والاجتماعية. ويشمل هذا القسم عدة عناصر من الخطط المستدامة، كالمواد، والمياه، والطاقة، والنقل، والبنية التحتية لإدارة النفايات. ورغم أن هناك عددًا غير محدود من العوامل الأخرى التي يمكن دراستها، فإنها لا تغطى ضمن هذا القسم.

### المادية
تعرف البنية التحتية المادية بأنها «تلك البضائع الرأسمالية غير المنقولة وغير المتداولة التي تساهم بشكل أساسي في إنتاج بضائع وخدمات البنى التحتية المطلوبة لتلبية المتطلبات الفيزيائية والاجتماعية الأساسية للوكلاء الاقتصاديين». هناك صفتان متمايزتان للبنى التحتية المادية: 1) تلبية الحاجات الاجتماعية 2) الإنتاج الكمي. تتعامل الميزة الأولى مع الحاجات الأساسية للحياة البشرية. الميزة الثانية عدم توفر بضائع وخدمات البنى التحتية. اليوم، هناك عدة مواد يمكن استخدامها لبناء البنى التحتية. أكثرها انتشارًا الأسفلت والإسمنت والفولاذ وحجار البناء والخشب والبوليمرات والمواد المركبة.

### الاقتصادية
وفقًا لقانون الأعمال، يمكن تعريف البنية التحتية الاقتصادية بأنها: «المنشآت الداخلية لبلد التي تجعل النشاط التجاري ممكنًا، كالاتصالات، والنقل، وشبكات التوزيع، والمؤسسات المالية والأسواق، وأنظمة إمداد الطاقة». تدعم البنية التحتية الاقتصادية النشاطات المنتجة والمناسبات الإنتاجية. وهذا يشمل الطرق والطرق السرعية والجسور والمطارات والبنية التحتية للدراجات وشبكات توزيع المياه وأنظمة الصرف الصحي ومنشآت الري ...إلخ.

### الاجتماعية
يمكن تعريف البنية التحتية الاجتماعية بشكل عام بأنها بناء المنشآت التي تدعم الأنشطة الاجتماعية وصيانتها. تنشأ البنية التحتية الاجتماعية لزيادة الراحة الاجتماعية وترويج النشاط الاقتصادي. وهي تتمثل في المدارس والحدائق والملاعب وبنى الأمن العام ومنشآت التخلص من النفايات والمشافي والمناطق الرياضية ...إلخ.

### المركزية
توفر الأصول المركزية خدمات جوهرية وهي ذات صفات احتكارية. يتطلع المستثمرون الباحثون عن البنية التحتية المركزية إلى خمس مزايا مختلفة: الدخل، انخفاض تفاوت العائدات، التنوع، الحماية من التضخم، ومطابقة المسؤولية على مدى طويل. تجمع البنية التحتية المركزية بين كل الأنواع الرئيسية للبنى التحتية كالطرق والطرق السريعة والسكك الحديدية والنقل العام والمياه وإمداد الغاز ...إلخ.

### الأساسية
تشير البنية التحتية الأساسية إلى السكك الحديدية والطرق والقنوات والموانئ والمرافئ الرئيسية، والتلغراف الكهرومغناطيسي، والصرف، والسدود. واستصلاح الأراضي. تتكون من المزايا الأبرز والأشهر للبنية التحتية التي نراها في حياتنا اليومية (المباني، الطرق، الموانئ، إلخ).

### المتممة
تشير البنية التحتية المتممة إلى أشياء كالسكك الحديدية الخفيفة، وسكك الترام، وإمداد الغاز/الكهرباء/المياه، إلخ. وإتمام شيء يعني إكماله أو إيصاله لحد الكمال. لذا فإن البنية التحتية المتممة تتعامل مع الأجزاء الصغيرة من عالم الهندسة التي تجعل الحياة أكثر راحةً وكفاءةً. بشكل أساسي، نحتاج البنى التحتية المتممة لضمان الاستخدام الناجح والتسويق الناجح لمنتج جاهز بالفعل، كما هو الحال في جسور الطرقات. من الأمثلة الأخرى أضواء الرصيف، والمساحات حول الأبنية، والمقاعد الموضوعة ليرتاح عليها المشاة، إلخ.

## مفاهيم ذات صلة
تحسين الأراضي وتنمية الأراضي مصطلحان عامان يشملان في بعض السياقات البنية التحتية، ولكن في سياق نقاش البنية التحتية فهما يشيران فقط إلى الأنظمة ضيقة النطاق أو الأعمال غير المشمولة في البنية التحتية، لأنهما عادةً محدودان بعقار واحد من الأرض، وبالتالي يتبعان لمالك الأرض من حيث الملكية والتشغيل. مثلًا، قناة الري التي تخدم منطقة أو مقاطعة تعتبر من البنى التحتية، ولكن أنظمة الري الخاصة على العقارات الفردية تعتبر تحسينات للأراضي، وليس بنى تحتية. وصلات الخدمات للخدمات البلدية وشبكات المؤسسات العامة تعتبر أيضًا تحسينات أراضٍ، وليس بنى تحتية.
يشمل مصطلح الأشغال العامة البنية التحتية المملوكة للحكومة والتي تشغلها الحكومة بالإضافة إلى الأبنية العامة، كالمدارس والمحاكم. تشير الأشغال العامة بشكل عام إلى أصول مادية مطلوبة لتقديم الخدمات العامة. تشمل الخدمات العامة كلًا من البنى التحتية والخدمات التي توفرها الحكومة بشكل عام.

## الملكية والتمويل
قد تملك البنى التحتية وتدار من قبل حكومات أو شركات خاصة كالمؤسسة العامة الفردية أو شركات السكك الحديدية. بشكل عام، فإن معظم الطرق، والمطارات الكبرى، والموانئ أو المحطات الأخرى، وأنظمة توزيع المياه، وشبكات الصرف الصحي تتبع للملكية العامة، بينما معظم شبكات الاتصال عن بعد والطاقة تتبع لملكية خاصة. يمكن أن تدفع تكاليف البنى التحتية ذات الملكية العامة من الضرائب، أو الجمارك، أو من أجور تؤخذ من المستخدمين، بينما تدفع تكاليف البنى التحتية ذات الملكية الخاصة بشكل عام من أجور المستخدمين. تمول كبرى مشاريع الاستثمار بشكل عام بإصدار سندات مالية طويلة الأمد.
يمكن تطوير وتشغيل البنى التحتية المملوكة للحكومة من قبل القطاع الخاص أو عبر شراكات عامة خاصة مشتركة، بالإضافة إلى إمكانية ذلك من القطاع العام. حتى 2008 في الولايات المتحدة على سبيل المثال، تراوح الصرف العام على البنى التحتية بين 2.3% من الناتج المحلي الإجمالي و3.6% منه منذ 1950. تستثمر العديد من المؤسسات المالية في البنى التحتية.

## أمثلة

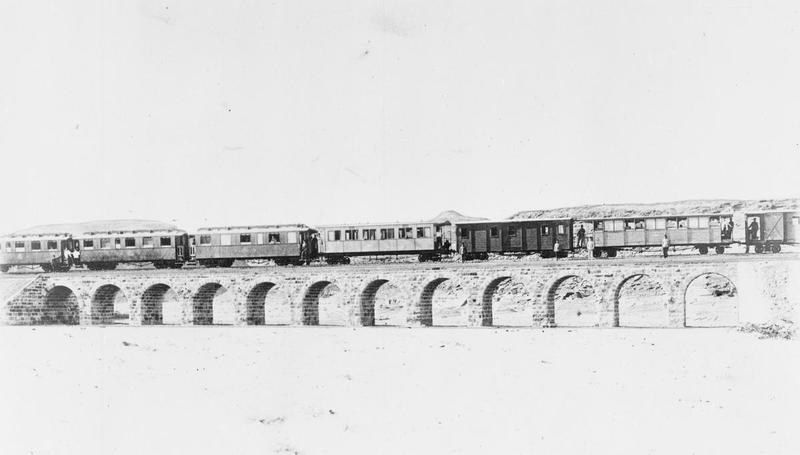
جسر يعبر واد لوقاية سكة حديد الحجاز، في شبه الجزيرة العربية، من مياه السيول.